# Club Deportivo San Marcos de Arica
Club Deportivo San Marcos de Arica är en fotbollsklubb från staden Arica i Chile. Klubben grundades den 14 februari 1978 och spelar på Estadio Carlos Dittborn.